# OGPU

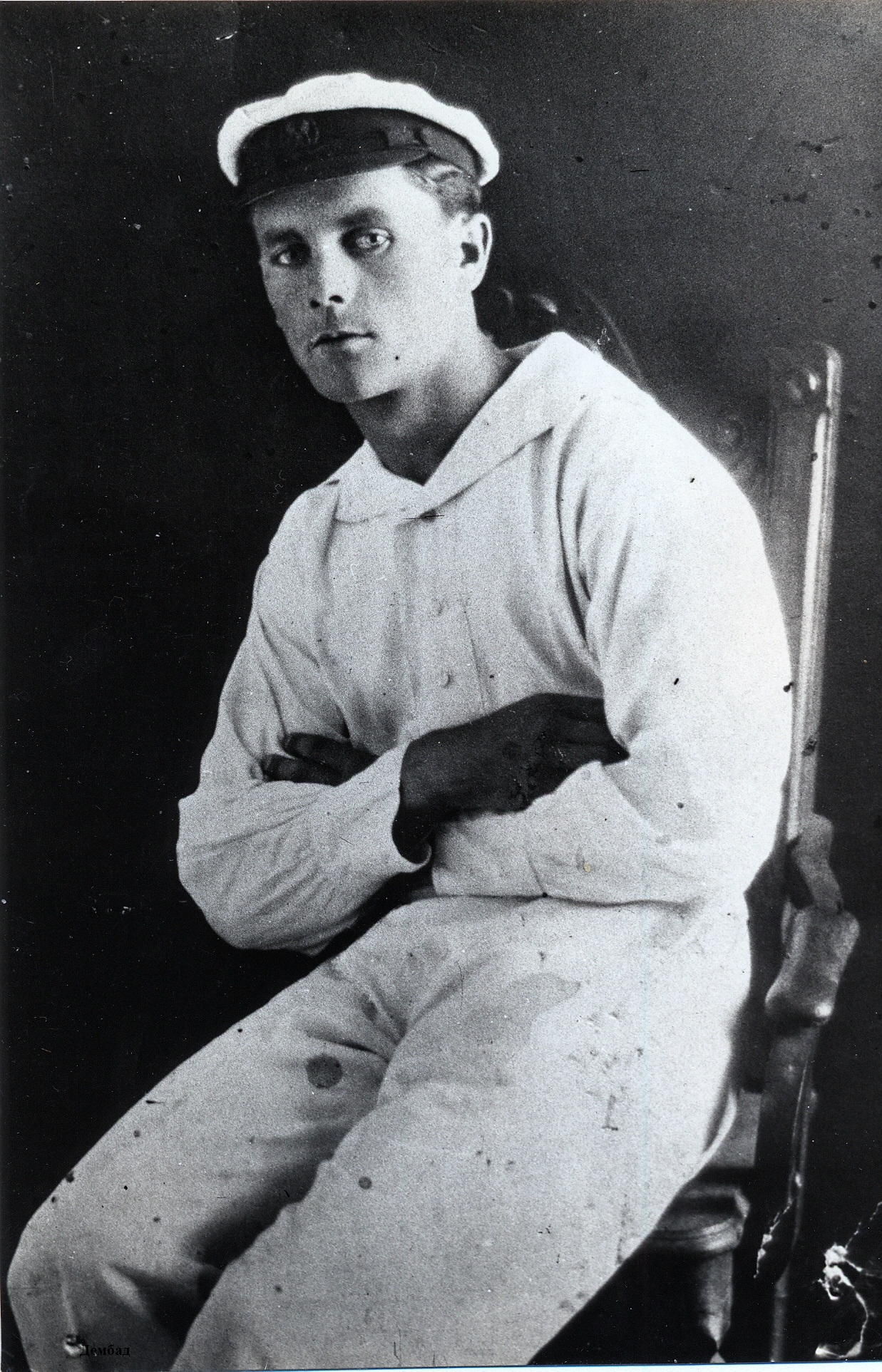
Dreyband G.I. – szef oddziału GPU w Mariupolu w latach 1922–1924

OGPU (ros. ОГПУ), Zjednoczony Państwowy Zarząd Polityczny (ros. Объединённое государственное политическое управление, trb. Objedinionnoje gosudarstwiennoje politiczeskoje uprawlenije) – służba specjalna, policja polityczna, zajmująca się wywiadem, kontrwywiadem, w tym wojskowym, bezpieczeństwem wewnętrznym, kontrolą granic działająca w ZSRR w latach 1923–1934, z przekształcenia GPU w związku z powstaniem ZSRR.

## Powołanie GPU/OGPU
Ze względu na wrogość społeczeństwa Rosji sowieckiej wobec Nadzwyczajnej Komisji do Walki z Kontrrewolucją i Sabotażem (Czieriezwyczajka, Czeka), ustabilizowanie władzy bolszewików i stopniową pacyfikację sytuacji wewnętrznej w kraju, na IX Wszechrosyjskim Zjeździe Rad, 28 grudnia 1921 ogłoszono decyzję o rozwiązaniu Czeki, a w jej miejsce powołano nową instytucję o tym samym zakresie działań pod nazwą Państwowy Zarząd Polityczny (GPU). Zmiana miała charakter propagandowo-kosmetyczny wobec zachowania przez GPU uprawnień Czeka i przejęcie w całości aparatu i kadr Czeki. Instytucję powołano formalnie 2 lutego 1922, zaś po powstaniu ZSRR (grudzień 1922) przekształcono 15 listopada 1923 w OGPU, co oznaczało Zjednoczony Państwowy Zarząd Polityczny (OGPU), podlegający Radzie Komisarzy Ludowych ZSRR. Jako GPU były odtąd określane oddziały OGPU w republikach ZSRR, podporządkowane centrali OGPU.

## Zadania
Zadania GPU, następnie OGPU, polegały na zwalczaniu szpiegostwa i działalności kontrrewolucyjnej na terenie Rosji bolszewickiej, i za jej granicami. Kontroli Zjednoczonego Państwowego Zarządu Politycznego podlegały również więzienia i obozy koncentracyjne (łagry) (od 1929 w systemie Gułagu).
OGPU wzmocniono jednostkami wojskowymi z prawem poboru i wyboru kandydatów (przed wcieleniem do nowej instytucji rozpracowywanych operacyjnie). OGPU otrzymało prawo wydawania wyroków (w tym wyroków śmierci, które funkcjonariusze zazwyczaj sami wydawali i wykonywali), otrzymało także kontrolę tajnej korespondencji. Zakres działań i zadania zostały znacznie rozszerzone w stosunku do zadań Czeka. Dekretem z 9 lutego 1922 przedstawiono zadania OGPU:
1. Ochrona ustroju polityczno-gospodarczego ZSRR.
2. Walka ze szpiegostwem i bandytyzmem.
3. Zwalczanie powstań i buntów skierowanych przeciwko władzy radzieckiej.
4. Zdobywanie informacji o sytuacji politycznej, społecznej i ekonomicznej w innych państwach.
5. Penetracja działających na emigracji opozycyjnych organizacji i partii politycznych.
6. Kontrola własnego personelu dyplomatycznego.
7. Ochrona celna granic.
8. Zabezpieczenie linii komunikacyjnych: kolejowych, wodnych.

## Kierownictwo
Kierowniczym organem OGPU było kolegium, na jego czele stał przewodniczący z prawami Komisarza Ludowego (ministra), którego powoływał Centralny Komitet Wykonawczy.
W skład kolegium wchodziło dwóch zastępców oraz 13 szefów zarządu głównego; centrala OGPU mieściła się w Moskwie przy pl. Łubiańskim (tzw. Łubianka).
Przewodniczącym Zjednoczonego Państwowego Zarządu Politycznego był Feliks Dzierżyński, który obejmował owo stanowisko aż do śmierci w 1926.
Zastępcą Dzierżyńskiego, a następnie kolejnym szefem OGPU był Wiaczesław Mienżynski. Jego zastępcami byli Gienrich Jagoda oraz Michaił Trilisser, który sprawował stanowisko szefa Wydziału Zagranicznego – I Zarządu Głównego.

## Struktura organizacyjna po zmianach z 1930–1933
Aby sprostać zadaniom powierzonym przez kierownictwo partii bolszewików, OGPU posiadało odpowiedni aparat, składający się z części cywilno-politycznej i wojskowej (złożonej z oddziałów specjalnych, których liczbę określała Sowiecka Rada Obrony i Pracy).
Struktura OGPU wyglądała następująco –
- Oddział Informacyjno-Rejestracyjny (IRO) – zbieranie informacji dotyczących nastrojów wśród obywateli ZSRR, cenzura korespondencji, utworów literackich i teatralnych, rozpracowywanie osób podejrzanych, np. byłych oficerów i urzędników carskich, popów, anarchistów, gromadzenie danych.
- Oddział Kontrwywiadowczy (KRO) – rozpracowywanie placówek wywiadowczo-informacyjnych innych państw działających w ZSRR, kontrwywiad ofensywny na terenie obcym, kontakt z wywiadem Sztabu Generalnego Armii Czerwonej – Razwiedupr, nadzór nad instytucjami takimi jak hotele, lokale rozrywkowe, kina itp.
- Oddział Specjalny (SPEKO) – ochrona tajemnicy państwowej, szyfry, nadzór nad więzieniami i aresztami.
- Oddział Ochrony Linii Kolejowych i Transportu (DTO) – nadzór i ochrona budynków państwowych związanych z administracją transportową, penetracja pracowników, np. kolejarzy i ludności zamieszkałej w pobliżu obiektów kolejowych.
- Oddział Ekonomiczny (EKO) – nadzór nad instytucjami przemysłowymi, walka ze szpiegostwem ekonomicznym w instytucjach państwowych, walka z sabotażem w zakładach produkcyjnych, rozpracowywanie mieszkańców posiadających obcą walutę.
- Oddział Specjalny (OO) (osobyj otdieł) – praca operacyjna (Kontrwywiad wojskowy, pilnowanie dyscypliny wojskowej) w wojsku radzieckim i Ludowym Komisariacie Obr. ZSRR (LK ds. Wojskowych i Marynarki). Następcą tej komórki organizacyjnej w latach 1943–1946 był Główny Zarząd Kontrwywiadu, bardziej znany jako SMIERSZ.
- Oddział Tajny – walka z działalnością antyradziecką (organizacjami antysowieckimi, obywatelami wyrażającymi antysowieckie poglądy i prawosławnym duchowieństwem).
- Oddział Wschodni (WO) – wywiad w republikach wschodnich ZSRR.
- Oddział Pograniczny (PO) – nadzór nad wojskami pełniącymi służbę graniczną, walka z przemytem, kontrola ruchu granicznego.
- Oddział Zagraniczny (INO) – działania w placówkach wywiadowczych odbywające się pod przykrywką poselstw sowieckich i przedstawicielstw gospodarczych, kierowanie nielegałami, infiltracja emigracji rosyjskiej.
- Tajny Oddział Operacyjny (SOO) – inwigilacja za pomocą agentury (ludzi i obiektów), dokonywanie aresztowań i wykonywanie egzekucji.
- Oddział Kurierów – zabezpieczenie i dostarczanie poczty do urzędów.
- Oddział Administracyjny – nadzór nad więzieniami (od 1929 zajmował się również zabójstwami przeciwników politycznych za granicą ZSRR – tzw. Ruchome Grupy).

## Podział terytorialny
Terytorialnie OGPU składało się z 12 okręgów:
- Okręg Leningradzki z siedzibą zarządu w Leningradzie.
- Okręg Moskiewski w Moskwie.
- Okręg Zachodni w Smoleńsku.
- Okręg Ukraiński w Charkowie.
- Okręg Przywołżański w Samarze.
- Okręg Przyuralski w Jekaterynburgu.
- Okręg Północnokaukaski w Rostowie n. Donem.
- Republika Kirgiska w Orenburgu.
- Okręg Kaukaski w Tyflisie.
- Okręg Turkiestański w Taszkencie.
- Okręg Syberyjski w Nowosybirsku.
- Okręg Dalekiego Wschodu w Czycie.

Każdy z okręgów podlegał kontroli Moskwy.

## Liczba personelu
Do służby w OGPU wybierano ludzi pewnych, wcześniej sprawdzanych i umiejących pisać i czytać (nie zawsze przestrzegano tej procedury poboru), byli oni lepiej wyposażeni uzbrojeni i przeszkoleni od żołnierzy regularnych jednostek Armii Czerwonej.
W 1925 służbę w Zjednoczonym Państwowym Zarządzie Politycznym pełniło –
- w wojskach pogranicznych – 65 tys. żołnierzy,
- w wojskach wewnętrznych – 40 tys.,
- w wojskach konwojowych – 10 tys.

Funkcjonariusze OGPU pełnili także służbę wartowniczą na Kremlu, osłaniali działaczy partii i rządu oraz ochraniali ważniejsze obiekty w ZSRR.

## Kolektywizacja (1929–1934)
Funkcjonariusze OGPU, na rozkaz Józefa Stalina przystąpili do narzucania kolektywizacji w latach 1929–1934, co doprowadziło do zaplanowanego głodu. Wykazali się wtedy dużą brutalnością wobec chłopów i ich rodzin, masowo mordując całe rodziny i paląc całe wsie.

## 1934 rok – likwidacja OGPU
Po śmierci szefa Zjednoczonego Państwowego Zarządu Politycznego OGPU, Wiaczesława Mienżynskiego, w maju 1934, OGPU zostało poddane gruntownej przebudowie i 10 lipca 1934 już jako Główny Zarząd Bezpieczeństwa Państwowego – GUGB, zostało włączone do NKWD ZSRR, pod przewodnictwem Gienricha Jagody.